# Słuchaj pieśni wiatru
Słuchaj pieśni wiatru (jap. 風の歌を聴け Kaze no uta o kike) – pierwsza powieść japońskiego pisarza Harukiego Murakamiego.
Powieść została wydana w Japonii w lipcu 1979 roku. W Polsce ukazała się w maju 2014 roku nakładem Wydawnictwa Muza S.A.
Powieść została wyróżniona literacką nagrodą magazynu Gunzō (ang. Gunzo New Writers' Prize, jap. Gunzō Shinjin Bungakushō), a także nominowana do Nagrody im. Akutagawy oraz literackiej Nagrody Nomy (Noma Literary Prize, Noma Bungeishō).

## Zarys fabuły
Pierwszą inspiracją do napisania powieści był dla Murakamiego mecz tokijskiej drużyny baseballowej Tokyo Yakult Swallows, który oglądał na stadionie Meiji Jingu Stadium. 
Ta jego pierwsza powieść powstała w ciągu czterech miesięcy – pisał przez godzinę każdej nocy. Kiedy po raz pierwszy wysłał ją do japońskich magazynów literackich, takich jak Gunzō, tytuł brzmiał Happy Birthday, and White Christmas. 
Akcja powieści toczy się w 1970 roku w ciągu dziewiętnastu dni, od 8 do 28 sierpnia. Narratorem jest 21-letni bezimienny mężczyzna. Opowieść podzielona jest na czterdzieści krótkich rozdziałów. Tematem jest zawód pisarza, japoński ruch studencki, i – jak w późniejszych powieściach Murakamiego – związki międzyludzkie oraz uczucie straty. Również gotowanie, jedzenie i picie, a także słuchanie zachodniej muzyki są regularnie opisywane. W powieści pojawia się postać Szczura, wokół którego rozwija się tzw. „tetralogia Szczura”, należą do niej także powieści Flipper roku 1973, Przygoda z owcą i Tańcz, tańcz, tańcz. Szczur, który uosabia wyobcowanie społeczne jest studentem i stałym klientem baru, a także bliskim przyjacielem narratora. Narrator opisuje fikcyjnego amerykańskiego pisarza Dereka Heartfielda jako osobę, która wywarła na niego kluczowy wpływ, powołuje się na jego dzieła science fiction i często go cytuje.